# Хайнрих IV фон Залм
Хайнрих IV фон Залм (на немски: Heinrich IV Graf von Salm; * ок. 1221/1228 в Залм, Франция; † 8 януари 1292) е граф на Горен Залм 1245 г. в Люксембург, 1275/1284 г. граф на Близкастел, господар на Вивиерс.

## Произход
Той е син на Хайнрих III фон Залм († сл. 21 септември 1228) и съпругата му Маргарета де Бар-Мусон († сл. 1259), дъщеря на граф Теобалд I де Бар († 1214), граф на Люксембург († 1214), и втората му съпруга Ермесинда дьо Бриен († сл. 1211). Внук е на граф Хайнрих II/III фон Салм († 1246) и Юта (Юдит) от Горна Лотарингия († 1242), дъщеря на херцог Фридрих I/Фери I от Горна Лотарингия († 1207) и Людмила от Полша († 1223). Майка му Маргарета де Бар-Мусон се омъжва втори път пр. 1245 г. за Хенри дьо Дампиер († 1259).
Сестра му Елизабет/Матилда фон Салм († пр. 1263) е омъжена сл. 31 март 1247 г. за граф Фридрих фон Вианден († 1247). Той има нелегитимна сестра София фон Залм, омъжена за граф Дитрих Зигеберт фон Риксинген, Форбах Маримонт († 1272).

## Фамилия
Хайнрих IV фон Залм се жени пр. 12 февруари 1242 г. в Близкастел за графиня Лаурета фон Близкастел (* 1212; † септември 1269), наследничка на Хунолщайн, Бернкастел и Пютлинген, дъщеря на граф Хайнрих фон Близкастел († 1237) и графиня Агнес фон Сайн († 1259/1266). Те имат децата:
- Катарина (Йохана) фон Залм († сл. 1314), омъжена I. за вилдграф Конрад III фон Шмидтбург († 18 октомври 1303 – 29 ноември 1305), син на Емих II фон Кирбург-Шмидтбург, II. за вилдграф Йохан фон Даун-Грумбах († 21 октомври 1349 – 25 февруари 1350)
- Жанета/Йохана фон Залм, омъжена пр. май 1275. г. за Аймон де Фокогней († декември 1296 – 1 юли 1298)
- Хайнрих фон Залм († 14 май – 4 август 1288)
- Фридрих фон Залм († сл. 1296), женен за Анна
- Якоб фон Залм († 1310, убит в битка)
- Берта де Залм († сл. 1287), омъжена за Симон IV де Паройе († сл. 1274)
- Йохан I фон Залм (* 1247 в Залм; † сл 1330/1338), граф на Горен Залм, женен ок. 1290 г. за Жана дьо Жоанвил (* ок. 1266; † сл. 1 юли 1297), наследничка на Нойвилер